# در اعماق (فیلم ۲۰۲۵)
در اعماق (انگلیسی: Into the Deep) یک فیلم اکشن و دلهره‌آور آمریکایی محصول سال ۲۰۲۵ به نویسندگی چاد لاو و جاش ریدگوی به کارگردانی کریستین سسما با بازی ریچارد درایفس، اسکاوت تیلر-کامپتن، جاون سدا و استوارت تاونزند است.
این فیلم در ۲۴ ژانویه ۲۰۲۵ در سالن‌های منتخب، پلتفرم‌های دیجیتالی و به صورت ویدئو به‌درخواست منتشر شد و نقدهای منفی را از منتقدان دریافت کرد.

## داستان
دزدان دریایی مدرن در جستجوی مواد مخدر غرق شده، یک قایق توریستی را می‌ربایند و آنها را مجبور می‌کنند تا برای بازیابی کالای قاچاق به آب‌های پر از کوسه شیرجه بزنند و ...

## بازخوردها
- در وب‌سایت جمع‌آوری نقد راتن تومیتوز بر اساس رای ۱۶ نقد منتقد، دارای امتیاز ۴ از ۱۰ است.

- لسلی فلپرین از گاردین دو ستاره از پنج ستاره را به فیلم اهدا کرد.[۷]